# Słodko-gorzkie życie
Słodko-gorzkie życie (kor.: 달콤한 인생, MOCT: Dalkomhan insaeng) – południowokoreański film akcji w reżyserii Kim Jee-woona, którego premiera odbyła się 1 kwietnia 2005 roku.

## Obsada
Źródło: Filmweb

- Lee Byung-hun – Sun-woo
- Kim Yeong-cheol – pan Kang
- Hwang Jung-min – prezes Baek
- Kim Roi-ha – Mun-suk
- Oh Dal-su – Myung-gu
- Kim Hae-gon – handlarz bronią
- Lee Ki-young – Mu-sung
- Jin Goo – Min-gi
- Lee Mu-yeong

## Nagrody i nominacje
Źródło: Internet Movie Database
| Rok  | Miejsce                                             | Nagroda                  | Kategoria                       | Odbiorcy i nominowani    | Wynik     |
| ---- | --------------------------------------------------- | ------------------------ | ------------------------------- | ------------------------ | --------- |
| 2005 | Grand Bell Awards                                   | Grand Bell Award         | Best Supporting Actor           | Hwang Jung-min           | Wygrana   |
| 2005 | Grand Bell Awards                                   | Grand Bell Award         | Best Actor                      | Lee Byung-hun            | Nominacja |
| 2005 | Kataloński Międzynarodowy Festiwal Filmowy w Sitges | Best Original Soundtrack |                                 | Dalparan, Jang Yeong-gyu | Wygrana   |
| 2005 | Kataloński Międzynarodowy Festiwal Filmowy w Sitges | Best Film                |                                 | Kim Jee-woon             | Nominacja |
| 2005 | Blue Dragon Awards                                  | Blue Dragon Award        | Best Actor                      | Lee Byung-hun            | Nominacja |
| 2006 | Baeksang Arts Awards                                | Film                     | Najlepszy aktor pierwszoplanowy | Lee Byung-hun            | Wygrana   |
| 2006 | Baeksang Arts Awards                                | Film                     | Najlepszy reżyser               | Kim Jee-woon             | Nominacja |
| 2006 | Deauville Asian Film Festival                       | Action Asia Award        |                                 | Kim Jee-woon             | Wygrana   |